# Bezeichnungssystem für Luftfahrzeuge der US-Streitkräfte vor 1962
Dieser Artikel behandelt die Bezeichnungssysteme für Luftfahrzeuge der US-Streitkräfte vor 1962, hierzu gehören das System des United States Army Air Corps von 1926 bis 1941, das der United States Army Air Forces von 1941 bis 1948 und das System der US Air Force von 1948 bis 1962.
Für die Systeme der US Navy und des US Marine Corps siehe Bezeichnungssystem für Luftfahrzeuge der US Navy von 1922 bis 1962, für das System der US Army von 1956 bis 1962 siehe Bezeichnungssystem für Luftfahrzeuge der US Army von 1956 bis 1962.
Für das aktuell verwendete System siehe Bezeichnungssystem für Luftfahrzeuge der US-Streitkräfte.

## Vor 1919
Vor 1919 wurde die Luftfahrzeuge der US Army unter den Werksbezeichnungen der jeweiligen Hersteller betrieben. Spezielle Aufgabenbezeichnungen waren noch nicht notwendig, da die Luftbeobachtung den hauptsächlichen Einsatzzweck darstellte. Auch während des Ersten Weltkriegs wurde diese Praxis beibehalten. Beispiele sind die Curtiss JN-Reihe (Jenny), Curtiss R-Reihe, Loening M.8, Thomas-Morse S-Reihe.

## 1919-System
Im Jahr 1919 führte der US Air Service eine Klassifikation in 15 Typen für die bereits im Einsatz und bestellten Flugzeuge ein. Im darauf folgenden Jahr teilte die Engineering Division jedem Typ einen Code-Buchstaben zu. Innerhalb jeder Typzuweisung wurden die Muster sequentiell durchnummeriert, ähnlich dem deutschen System im Ersten Weltkrieg. Acht zusätzlichen Codes erhielten keine Typ-Nummer mehr.
| Aufgabenkürzel | Beschreibung                      | Type-Nr.  | Beispielanwendung               |
| -------------- | --------------------------------- | --------- | ------------------------------- |
| A              | Ambulance                         |           | Fokker-Atlantic A-2             |
| AO             | Artillery Observation             | Type IX   | Fokker-Atlantic AO-1            |
| CO             | Corps Observation                 | Typ X     | Boeing CO-7                     |
| COA            | Corps Observation Amphibian       |           | Loening COA-1                   |
| DB             | Day Bomber                        | Type XI   | Gallaudet DB-1                  |
| G              | Lastensegler (Glider)             |           | ?                               |
| GA             | Ground Attack                     | Type VI   | Boeing GA-2                     |
| IL             | Infantry Liaison                  | Type VII  | Orenco IL-1                     |
| M              | Messenger                         |           | Engineering Division-Sperry M-1 |
| MAT            | Messenger, Aerial Torpedo         |           | Engineering Division-Sperry MAT |
| NBL            | Night Bomber, Long Distance       | Type XIII | Witteman-Lewis NBL-1            |
| NBS            | Night Bomber, Short Distance      | Type XII  | Curtiss NBS-4                   |
| PA             | Pursuit (Jagdflugzeug), Aircooled | Type III  | Loening PA-1                    |
| PG             | Pursuit, Ground attack            | Type IV   | Aeromarine PG-1                 |
| PN             | Pursuit, Night                    | Type II   | Curtiss PN-1                    |
| PS             | Pursuit, Special alert            |           | Dayton-Wright PS-1              |
| PW             | Pursuit, Watercooled              | Type I    | Boeing PW-9                     |
| R              | Racer                             |           | Curtiss R-6                     |
| S              | Seaplane (Wasserflugzeug)         |           | Loening S-1                     |
| T              | Transport                         |           | LWF T-3                         |
| TA             | Trainer, Aircooled                | Type XIV  | Dayton-Wright TA-3              |
| TP             | Twoseat Pursuit                   | Type V    | Engineering Division TP-1       |
| TW             | Trainer, Watercooled              | Type XV   | Huff-Daland TW-5                |

## 1924-System
Die erste Überarbeitung des bisherigen Systems fand im Mai 1924 statt, wobei die bereits im Einsatz befindlichen Flugzeuge ihre alte Bezeichnung behielten. Es wurden einige zusätzliche Aufgabenkürzel hinzugefügt und andere gestrichen. Das System blieb unverändert bis nach dem Zweiten Weltkrieg in Verwendung. Zum ersten Mal sah man 1928 auch Präfixe für den Status der Muster (z. B. X für Prototypen, Y für Einsatzerprobung, Vorserie und Z für obsolete Flugzeuge) vor, andere folgten während des Krieges.
| Aufgabenkürzel | Beschreibung                                              | Verwendungszeitraum | Beispielverwendung                |
| -------------- | --------------------------------------------------------- | ------------------- | --------------------------------- |
| A              | Attack auch Zieldarstellung                               | 1926–47 1940–41     | Douglas A-20 Havoc                |
| AG             | Assault Glider (Kampfzonensegler)                         | 1942–44             | Timm AG-2                         |
| AT             | Advanced Trainer                                          | 1925–47             | North American AT-6               |
| B              | Bomber                                                    | 1925- heute         | Boeing B-17                       |
| BC             | Basic Combat                                              | 1936–40             | Vultee BC-3                       |
| BG             | Bomb Glider                                               | 1942–44             | Fletcher BG-1                     |
| BLR            | Bomb Glider, Long Range                                   | 1935–36             | Douglas BLR-2                     |
| BQ             | Bomb guided                                               | 1942–45             | Consolidated BQ-8                 |
| BT             | Basic Trainer                                             | 1930–47             | Seversky BT-8                     |
| C              | Transport                                                 | 1925- heute         | Douglas C-47                      |
| CG             | Transport Glider                                          | 1941–47             | General Airborne Transport XCG-16 |
| F              | Photographic                                              | 1930–47             | Republic XF-12                    |
| FG             | Fuel-carrying Glider                                      | 1944–47             | Cornelius XFG-1                   |
| FM             | Fighter, Multiplace                                       | 1936–41             | Bell FM-1 Airacuda                |
| G              | Gyroplane (Tragschrauber)                                 | 1935–39             | Pitcairn G-2                      |
| GB             | Glidebomb                                                 | 1942–47             | ?                                 |
| GT             | Glide Torpedo                                             | 1942–47             | ?                                 |
| HB             | Heavy Bomber                                              | 1925–27             | Huff-Daland HB-1 Cyclops          |
| JB             | Jet-propelled Bomb                                        | 1943–47             |                                   |
| L              | Liaison                                                   | 1942–62             | Piper L-18                        |
| LB             | Light Bomber                                              | 1925–35             | Huff-Daland LB-3                  |
| O              | Observation                                               | 1924–42             | Stinson O-62                      |
| OA             | Observation, Amphibian                                    | 1925–47             | Grumman OA-16                     |
| OQ             | Target, flying model Zieldarstellung durch Modellflugzeug | 1942–47             | Radioplane OQ-19                  |
| P              | Pursuit (Jagdflugzeug)                                    | 1925–47             | North American P-51 Mustang       |
| PB             | Pursuit, Biplace                                          | 1935–41             | Consolidated PB-2                 |
| PG             | Powered Glider                                            | 1943–47             | Waco PG-3                         |
| PQ             | Aerial Target (manned) bemannte Zieldarstellung           | 1942–47             | Culver PQ-15                      |
| PT             | Primary Trainer                                           | 1925–47             | Stearman PT-27                    |
| R              | Rotary wing (Hubschrauber)                                | 1941–47             | Sikorsky R-6                      |
| S              | Supersonic Research                                       | 1946–47             | Bell S-5                          |
| TG             | Trainer Glider                                            | 1941–47             | Schweizer TG-3                    |

## 1948-System
Eine Anzahl der Typbezeichnungen aus der Kriegszeit wurden 1948 angepasst. Die Zweibuchstabenkürzel führte man generell nicht weiter. Im Gegensatz zum heutigen Bezeichnungssystem hatte die erste Untervariante eines Musters keinen Suffix-Buchstaben. Erst die zweite Variante erhielt den Buchstaben A. Seit 1962 steht A für die erste Untervariante.
| Hauptaufgabenkürzel | Hauptaufgabe                    | Beispielverwendung  |
| ------------------- | ------------------------------- | ------------------- |
| A                   | Amphibium                       | Grumman A-16        |
| B                   | Bomber                          | Boeing B-52         |
| C                   | Transport                       | Fairchild C-123     |
| F                   | Fighter (Jagdflugzeug)          | Lockheed F-104      |
| G                   | Glider (Lastensegler)           | Waco G-4            |
| H                   | Helikopter (Hubschrauber)       | Kaman H-43          |
| L                   | Liaison (Verbindungsflugzeug)   | Cessna L-27         |
| Q                   | Aerial Target (Zieldarstellung) |                     |
| R                   | Reconnaissance (Aufklärung)     |                     |
| T                   | Trainer (Schulflugzeug)         | North American T-6  |
| U                   | Utility (Mehrzweck)             | Cessna U-17         |
| V                   | Convertiplane (Wandelflugzeug)  | Bell XV-3           |
| X                   | Research (Forschung)            | North American X-15 |

Die bis 1962 eingesetzten Präfixe waren:
| Präfix | Aufgabe                                               | Verwendungszeitraum    | Beispielverwendung                             |
| ------ | ----------------------------------------------------- | ---------------------- | ---------------------------------------------- |
| A      | Calibration                                           | 1948–62                | Douglas AC-47 (1953 zur Funkfeuerkalibrierung) |
| B      | Bomber                                                | 1948 (nicht verwendet) |                                                |
| C      | Transport                                             | 1943- heute            | anscheinend vor 1962 nicht verwendet           |
| D      | Drone Director                                        | 1948- heute            | Lockheed DC-130                                |
| E      | Electronics                                           | 1948- heute            | Lockheed EC-121H                               |
| F      | Photographic                                          | 1945–47                | Boeing FB-29 Superfortress (1945)              |
| J      | Temporary special tests Zeitlich befristete Erprobung | 1956- heute            | Lockheed JC-130A                               |
| K      | Tanker                                                | 1949- heute            | Boeing KC-135                                  |
| L      | Liaison (Verbindung)                                  | 1948–62                | Cessna LC-126B                                 |
| M      | Medical evacuation                                    | 1951–62                | Douglas MC-118A                                |
| N      | Permanent special tests Dauerhafter Erprobungsumbau   | 1956- heute            | Boeing NB-52A                                  |
| P      | Passenger transport                                   | 1948–62                |                                                |
| Q      | Radio-controlled drone                                | 1948- heute            | McDonnell QF-4                                 |
| R      | Reconnaissance                                        | 1948- heute            | Boeing RB-52B                                  |
| S      | Search and Rescue                                     | 1948–62                | Douglas DC-3/SC-117A                           |
| T      | Trainer                                               | 1943- heute            |                                                |
| U      | Utility                                               | 1941- heute            |                                                |
| V      | Staff transport (Stabstransport)                      | 1945- heute            | Convair VC-131G                                |
| W      | Weather reconnaissance Wetter Aufklärung              | 1948- heute            | Lockheed WC-130B                               |
| X      | Experimental (Prototyp)                               | 1924- heute            |                                                |
| Y      | Service test (Einsatzerprobung, Vorserie)             | 1928- heute            |                                                |
| Z      | Obsolete (Veraltet)                                   | 1928–62                |                                                |